# Lokka-Stausee
Der Lokka-Stausee [ˈlɔkːɑ] (finnisch Lokan tekojärvi) liegt in Finnland in der Gemeinde Sodankylä nördlich des Polarkreises. Er ist wahrscheinlich der flächenmäßig größte Stausee in Europa westlich des Dnepr. Seine maximale Fläche beträgt 417 km²; bei niedrigem Wasserstand sind es nur 216 km². 
Die Planung des Reservoirs begann in den 1950er Jahren. Am 7. Dezember 1966 wurde die Baugenehmigung erteilt, und schon 1967 war die Talsperre fertig. 
Das Absperrbauwerk ist ein Staudamm. Der Hauptzweck ist Energiegewinnung aus Wasserkraft. Jährlich werden 675 GWh erzeugt.
Der Wasserspiegel schwankt während des Betriebs zwischen 245 und 240 m über NN.
Der Speicherinhalt liegt bei 2,1 Milliarden m³, von denen 1,444 Milliarden der steuerbare Betriebsraum sind.
Der Stausee liegt in der borealen Zone Finnlands bei den kleinen Orten Lokka und Hanhireikä. Der gestaute Wasserlauf ist der Fluss Luiro, ein Zufluss des Kemijoki. Ein weiterer großer Stausee Finnlands ist der Porttipahta-See. Seit 1981 wird Wasser vom Lokka-Stausee durch den Vuotso-Kanal zum Porttipahta-See übergeleitet.
Der Stausee ist sehr fischreich. Auch viele Vögel leben hier, von denen der Seeadler der berühmteste ist.